# سنة أولى خطف (فلم)
سنة أولى خطف هو فيلمٌ مصري ٌ بدأ عرضه في 29 نوفمبر 2023.

## قصة الفيلم
عصابة غبية تتجه إلى خطف الأطفال بعد فشلها في عالم النصب، وتقوم بخطف أطفال عائلات ثرية بغية الحصول على فدية من أهاليهم، لكنهم يكتشفون المشاكل الأسرية التي يعاني منها الأطفال المختطفون!

## إنتاج الفيلم
الفيلم كتب له السيناريو والحوار باسل مجدي، وأخرجه أسامة عمر، ومن بطولة بيومي فؤاد، أحمد فتحي، مي كساب، أحمد صيام، ياسر الطوبجي، علي غالب، إسماعيل فرغلي، نورين كريم، حسن عيد، صباح جميل، نوليا مصطفى، نائلة عارف، إيمان يوسف، عصام شاهين،  بالإضافة إلى خمسة أطفال يشاركون بأدوار محورية في العمل.
الفيلم يُضاف إلى أربعة أفلام أخرى، يُشارك فيها بيومي فؤاد، تُعرض في نفس توقيت عرض هذا الفيلم في مصر، وهم : فوي! فوي! فوي!، ووش في وش، والخميس اللي جاي، والعميل صفر، رغم تعرض بيومي فؤاد لهجوم شديد بعد حديثه عن اعتذار زميله محمد سلام عن المشاركة في مسرحية زواج اضطراري في موسم الرياض، بسبب تضامن الأخير مع سكان قطاع غزة الذين يتعرضون لقصف إسرائيلي ضمن حرب إسرائيل وحماس.

## روابط خارجية
- مقالات تستعمل روابط فنية بلا صلة مع ويكي بيانات